# Chiến tranh và hòa bình (phim năm 2007)
Chiến tranh và hòa bình (tiếng Anh: War and Peace) là một bộ phim tâm lý - lịch sử, có phần lãng mạn do Robert Dornhelm và Brendan Donnison đạo diễn, ra mắt lần đầu năm 2007.
Đặt trong bối cảnh nước Nga trước, trong và sau cuộc xâm lược của Napoléon Bonaparte (1812), bộ phim được chuyển thể từ cuốn tiểu thuyết cùng tên của đại văn hào Lev N.Tolstoy.

## Diễn viên
- Alexander Beyer... Pierre Bezukhov
- Clémence Poésy... Tiểu thư Natasha Rostova
- Alessio Boni... Andrey Bolkonsky (cha Andrey)
- Andrea Giordana... Bá tước Rostov
- Hannelore Elsner... Bá tước phu nhân Rostov
- Brenda Blethyn... Maria Dmitryevna Akrosimova
- Violante Placido... Helena Kuragina
- Toni Bertorelli... Vasily Kuragin
- Benjamin Sadler... Dolokhov
- Pilar Abella... Mệnh phụ Bourienne
- Ken Duken... Anatol Kuragin
- Hary Prinz... Denisov
- Vladimir Ilyin... Tướng Kutuzov
- Dmitry Isayev... Nikolai
- Valentina Cervi... Maria Bolkonskaya
- Elodie Frenck... Tiểu thư Lisa
- Scali Delpeyrat... Napoléon
- Frédéric Gorny... Ramballe
- Igor Kostolevsky... Sa hoàng Aleksandr I
- Wenanty Nosul... Gherasim
- Ana Caterina Morariu... Sonya
- Luca Ward... Denisov

## Ê-kíp
- Thiết kế sản xuất: Francesco Bronzi
- Phục trang: Enrica Biscossi

## Hậu trường

### Công chiếu
Asya Yemelianova (phóng viên Thông tấn Vesti): "400 phút của bộ phim này đã làm nổ tung không chỉ kênh truyền hình quốc gia chính – mà làm nổ tung cả nước Ý. Việc không chỉ dựng phim theo Tolstoy, mà còn suy ngẫm và "dịch" sang ngôn ngữ của người châu Âu những ý nghĩ dân gian và gia đình là một sự mạo hiểm lớn, nhưng suốt cả bốn buổi chiều liên tục nước Ý đã không rời mắt khỏi màn hình !".
Luca Bernabei, nhà sản xuất bộ phim: "Rating của bộ phim này quả thật là kinh khủng - ở nước Ý cứ bốn người thì có một người xem phim "Chiến tranh và hòa bình" ! Chưa kể là thành phần khán giả rất đa dạng – có những người lần đầu tiên khám phá ra Tolstoy cho mình và thấy trong bộ phim một câu chuyện tình cảm hay lịch sử đầy kịch tính, lại có những người đã đọc tiểu thuyết và hiểu toàn bộ tính lịch sử của nó !".

### Sự kiện thú vị
Bảy quốc gia đã cùng chuẩn bị cho sự ra mắt bộ phim này suốt gần hai năm. Kinh phí cho bộ phim – 26 triệu euro – chưa từng có ở châu Âu từ đầu thế kỷ XX đến nay với 15 ngàn phân cảnh với 5 ngàn bộ trang phục.
Các diễn viên được tuyển chọn từ khắp châu Âu đã khiêu vũ điệu waltz này trong cung điện của Dolgoruky (Nga), sau đó thì bắn những khẩu đại bác thật ở cánh đồng Borodino (Nga), rồi ngửi mùi thuốc súng Austerlitz (Áo). Đám cưới của Pierre và Helena được dàn dựng ở thành phố Petropavlovsk (Nga), còn hội đồng ở Fili thì dàn dựng ở Litva.
Đạo diễn người România, nhà biên kịch Ý. Natasa Rostova là vai diễn của nữ diễn viên Pháp, Pierre Bezukhov – người Đức, vai Helena là do Violanta Placido, con gái diễn viên Michele Placido thể hiện. Alessio Boni – nam diễn viên được các cô gái Ý hết sức hâm mộ thể hiện vai Công tước Andrey.
"Tất cả mọi điều đều khiến tôi thích thú, không thể rời ra được - các nhân vật, lời thoại và đặc biệt là trang phục !", - Francesca nói. Các diễn viên của Carlo Fredducci được yêu cầu phải học tiếng Nga, để có thể đọc Tolstoy qua nguyên tác như ông.
"Trong thời gian trình chiếu bộ phim nhiều nhà xuất bản cùng với báo chí còn phát hành cả tiểu thuyết nữa. Tất cả đã được mua hết. Họ tái bản lại. Và đấy là tôi đang nói về số lượng hàng ngàn bản !" – ông Carlo Fredducci, giám đốc Viện Văn hóa và ngôn ngữ Nga (Ý) nhận định.